# Ludivine Dedonder
Ludivine Dedonder   (Tournai, 17 de març de 1977) és una política socialista belga, ministra de Defensa des de l'1 d’octubre de 2020.

## Biografia
Enginyera comercial de formació, Ludivine Dedonder va començar la seva carrera l'any 2000 com a presentadora de ràdio a Fréquence Wallonie. Apassionada del futbol, després es va incorporar al departament d'esports de la RTBF i va presentar el diari d'esports a NoTélé, la televisió comunitària de la regió de Tournai. De 2002 a 2006, va ser assessora del gabinet del ministre való Michel Daerden. L'any 2006 va ser elegida regidora municipal a Tournai, ciutat de la qual va ser regidora fins al 2019. Durant les eleccions federals de 2019, ocupa, a Hainaut, el 2 lloc de la llista del PS per a la Cambra on és elegida. L'octubre de 2020 es va convertir en ministra de Defensa, la primera dona que va ocupar aquest càrrec a Bèlgica.